# 勿忘
「勿忘」（わすれな）は、日本のバンド・Awesome City Clubの楽曲。2021年2月10日にリリースされた3rdアルバム『Grower』の収録曲であり、同年1月27日に先行配信シングルとしてリリースされた。
楽曲は、2019年10月20日にタイトルと制作が発表された 映画である『花束みたいな恋をした』のインスパイアソングに起用されている。広告や予告映像との親和性の高さが話題となって各種音楽チャートで上位にランクインするなどして注目を集め、リリースから約8か月でストリーミング累計2億回再生を記録、2023年1月現在では3億回を達成している。
また、本楽曲は広告や予告において流れるインスパイアソングとして制作されたため、本編、またエンドロールでは一切流れていない。
2021年5月21日にTHE FIRST TAKEで演奏されたものが『勿忘 - From THE FIRST TAKE』として同年11月16日に配信リリースされた。

## 背景
2019年10月20日に映画のタイトルと撮影開始が発表され、その後、完成した映画をバンドメンバーが鑑賞したのちに映画内容をテーマとして自主的に楽曲を制作し、映画の製作陣に聴かせたことで予告編や宣伝・広告で使用される運びとなったが本編では一切流れることはない。そのため、「本編の解釈の中の一つ」という位置づけとして「インスパイア・ソング」という名称になっている。なお映画との関係は脚本家の坂元裕二が元々Awesome City Clubと面識があり、物語内に登場する下積みミュージシャン役として出演してもらっていたところから始まっていた。atagiとPORINによると、曲名の由来は歌詞から連想した「勿忘草」で、美しい日本語になるよう「草」をとって「勿忘」になったという。ミュージックビデオは、楽曲の配信開始日である1月27日にYouTubeで公開された。MVは映画『花束みたいな恋をした』のスタッフが制作を担当した。LINE MUSICでは2021年3月の月間ランキング1位を獲得している。

### 制作
本楽曲にはアレンジにおいて永野亮が参加している。atagiによると、永野との制作ではまず「BONNIE PINKの『Under The Sun』とペトロールズの『雨』を混ぜてごっちゃにしたようなことをやりたい」ということを話していたという。

## 評価と受賞
- 本楽曲は、各ジャンルで活躍する音楽クリエイター約50名のアンケー トをもとに開催された「J-WAVE SPECIAL MUSIC FUN! AWARDS 2021」にて、「Best of Arrangement　最優秀編曲賞」を受賞した[15]。
- 蔦谷好位置は同イベントにおいて、自身の「作曲賞」及び「編曲賞」に本楽曲を選曲し、「メロディーの美しさ」が際立っている本楽曲はJ-POPの典型的なマナーで作られていながらも、「冒頭のノイズ、エレピの音色のチョイス、ストリングスのフレーズ、歌のミックス具合、コーラスのハーモニー、ギターソロの音色」といったアレンジの部分によってAwesome City Clubの持つおしゃれさ、先鋭的、オルタナティヴな部分が前面に押し出されていると述べた[15]。また蔦谷はテレビ朝日系「関ジャム 完全燃SHOW」に出演した際に「2021年の年間マイベスト」第2位に本楽曲を選出した[16]。
- 第63回日本レコード大賞では、「優秀作品賞」を受賞した[17]。

## チャート成績
楽曲は、2021年2月3日公開のビルボード・ジャパンチャートにおいて、ダウンロード47位、ストリーミング58位、総合56位 に初登場した。リリース2週目のチャートで「Streaming Songs」にて14位をマークし大きくジャンプアップすると、3週目には週間6,329,056回再生で8位を獲得、総合チャート「JAPAN HOT 100」においても初のTOP10入り (第10位) を果たした。
その後もストリーミングを中心に高順位を維持し、リリース6週目となる3月10日公開のビルボード・ジャパンチャートでは「JAPAN HOT 100」にて5位、「Streaming Songs」にて2位を獲得し、自身最高位を記録した。その後、2021年4月28日公開の「Streaming Songs」にて、ストリーミング累計再生回数が1億回を突破した。チャートイン13週目での達成となっている。さらにリリースから8か月が経過した9月15日には、累計再生回数が2億回を突破したことがアナウンスされた。
2021年12月30日にTBS系『第63回日本レコード大賞』、31日に『第72回NHK紅白歌合戦』やTBS系『CDTVスペシャル！年越しプレミアライブ2021→2022』で披露されると、2022年1月5日公開のチャートにてストリーミング前週24位→14位、ダウンロード前週26位→4位（最高位）、総合34位→10位と全体的に大きく順位を上げた。

### 認定とセールス
|                                | 認定 (RIAJ)        | 売上/再生回数      |
| ------------------------------ | ------------------ | ------------------ |
| ダウンロード                   | ゴールド           | 153,000 DL         |
| ストリーミング                 | トリプル・プラチナ | 300,000,000 回再生 |
| *認定のみに基づく売上/再生回数 |                    |                    |

## 収録内容
| #         | タイトル  | 作詞        | 作曲          | 編曲      | 時間 |
| --------- | --------- | ----------- | ------------- | --------- | ---- |
| 1.        | 「勿忘」  | atagi,PORIN | atagi、永野亮 | 永野亮    | 4:11 |
| 合計時間: | 合計時間: | 合計時間:   | 合計時間:     | 合計時間: | 4:11 |

## テレビ披露
| 日時           | 放送局       | 番組名                                            |
| -------------- | ------------ | ------------------------------------------------- |
| 2021年2月22日  | TBS系        | 『CDTVライブ!ライブ!』                            |
| 2021年2月23日  | TBS系        | 『PLAYLIST』                                      |
| 2021年3月5日   | テレビ朝日系 | 『ミュージックステーション」                      |
| 2021年3月9日   | テレビ東京系 | 『プレミアMelodiX!』                              |
| 2021年3月14日  | フジテレビ系 | 『Love music』                                    |
| 2021年3月19日  | 日本テレビ系 | 『バズリズム02』                                  |
| 2021年3月23日  | NHK総合      | 『シブヤノオト 卒業ソングSPECIAL』                |
| 2021年3月29日  | TBS系        | 『CDTVライブ!ライブ!春の4時間スペシャル』         |
| 2021年4月9日   | テレビ朝日系 | 『ミュージックステーション 3時間SP』              |
| 2021年5月9日   | フジテレビ系 | 『Love music』                                    |
| 2021年6月7日   | NHK総合      | 『SONGS 2021 上半期ヒットソング SP』              |
| 2021年7月14日  | フジテレビ系 | 『2021 FNS歌謡祭 夏』                             |
| 2021年7月17日  | TBS系        | 『音楽の日』                                      |
| 2021年8月28日  | フジテレビ系 | 『FNSラフ&ミュージック〜歌と笑いの祭典〜』        |
| 2021年11月17日 | 日本テレビ系 | 『日テレ系音楽の祭典ベストアーティスト2021』      |
| 2021年12月20日 | TBS系        | 『CDTVライブ!ライブ!クリスマス4時間スペシャル』   |
| 2021年12月24日 | テレビ朝日系 | 『ミュージックステーションスーパーライブ2021』    |
| 2021年12月30日 | TBS系        | 『第63回日本レコード大賞』                        |
| 2021年12月31日 | NHK総合      | 『第72回NHK紅白歌合戦』                           |
| 2021年12月31日 | TBS系        | 『CDTVスペシャル！年越しプレミアライブ2021→2022』 |
| 2022年2月23日  | テレビ東京系 | 『テレ東音楽祭2022春』                            |

## カバー
スタンプ
タイのアーティスト。2021年8月16日にYouTubeにて動画が公開された。2番のサビでは、atagiとPORINがタイ語での歌唱に初挑戦している。
鈴木鈴木
2021年2月18日にYouTubeにて動画が公開された。
トレンディエンジェル
2021年3月5日にYouTubeにて動画が公開された。
Uru
2021年8月25日発売のシングル「Love Song」に収録。
オーイシマサヨシ
2021年6月17日にYouTubeにて動画が公開された他、加藤純一の結婚披露宴生配信にてatagi本人と共に披露。